# Conservatoire national des arts et métiers

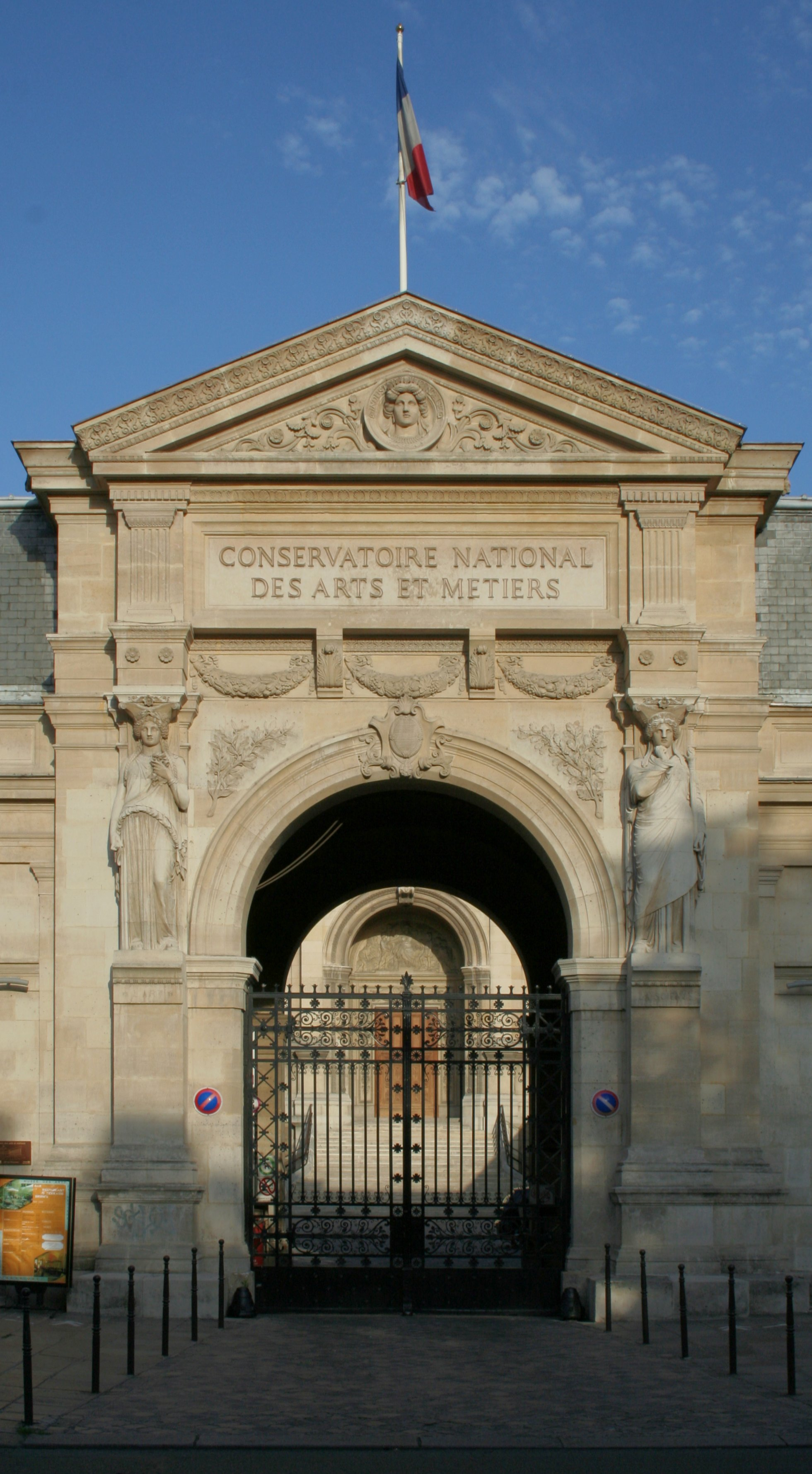
De hoofdingang

Het Conservatoire National des Arts et Métiers (CNAM), of Nationaal conservatorium van ambachten en kunsten, is een hoger onderwijs instelling (of grand établissement) bestuurd door de Franse regering met als opdracht het geven van opleiding en het voeren van onderzoek ter promotie van wetenschap en industrie. Het heeft een groot museum dat toegankelijk is voor het publiek.
Het instituut is opgericht op 10 oktober 1794, tijdens de Franse Revolutie, in de gebouwen van een afgeschafte priorij. Het eerste voorstel was geformuleerd door Henri Grégoire als een "depot voor machines, modellen, gereedschappen, tekeningen, beschrijvingen en boeken in al de gebieden van kunst en ambachten" De verlaten abdij van Saint-Martin-des-Champs in Parijs werd tot expositieruimte van de collectie bestemd. In 1802 werd de ruimte voor het publiek geopend.
Hoewel het instituut oorspronkelijk was belast met het verzamelen van uitvindingen, is het sindsdien een onderwijsinstituut geworden. Tegenwoordig staat het vooral bekend als een school avondonderwijs voor volwassenen.
De collectie van uitvindingen wordt nu geëxposeerd in het Musée des Arts et Métiers. De originele Foucault pendulum werd getoond als deel van de collectie, maar is in 1995 verhuisd naar het Panthéon.
Het Conservatoire National des Arts et Métiers is gevestigd in de rue Saint Martin 292, in het 3e arrondissement van Parijs, in het historisch gebied Le Marais.